# St. Francisville (Louisiana)
St. Francisville is een plaats (town) in de Amerikaanse staat Louisiana, en valt bestuurlijk gezien onder West Feliciana Parish.

## Demografie
Bij de volkstelling in 2000 werd het aantal inwoners vastgesteld op 1712.

## Geografie
Volgens het United States Census Bureau beslaat de plaats een oppervlakte van
4,7 km², waarvan 4,7 km² land en 0,0 km² water.

## Plaatsen in de nabije omgeving
De onderstaande figuur toont nabijgelegen plaatsen in een straal van 32 km rond St. Francisville.